# علم اجتماع الموت
علم اجتماع الموت -يعرف أحيانًا باسم علم اجتماع الموت، أو الموت، أو الفجيعة- يكشف ويفحص العلاقات بين المجتمع والموت. ويمكن أن تتضمن هذه العلاقات علاقات دينية، وثقافية، وفلسفية، وعائلية، إلى رؤى سلوكية من بين أشياء أخرى كثيرة. إنه يُوسع فهمنا للموت بوصفه أكثر من موت سريري فقط، ولكنه عملية تجمع بين العناصر الاجتماعية من الاحتياجات الفورية لرعاية الموت إلى المعتقدات الاجتماعية الأوسع. من طريق إشراك تخصصات متعددة، يمكن عد علم اجتماع رعاية الموت مجالًا متعدد التخصصات للدراسة عبر علم الاجتماع ومجالاته الفرعية.

## التعريف
يمكن تعريف علم اجتماع الموت بأنه مجال بحث متعدد التخصصات وحديث نسبيًا يهتم بتفاعلات الموت، والحزن مع المجتمع. يستكشف ويفحص كلًا من المستويات الجزيئة إلى الكلية للتفاعل، من علاقات الموت على الأفراد إلى عملياتها عبر المجتمع. نوقش التوصيف الدقيق لعلم اجتماع الموت، ولكنه يدور في المقام الأول حول فكرة أن الموت هو بناء اجتماعي. تتشكل التجارب على حد سواء كانت مجموعة أو مشاركًا واحدًا في الموت إلى حد كبير من خلال العوامل الاجتماعية.

## التاريخ

### القرن التاسع عشر
يمكن أن يُعزى تطور علم اجتماع الموت، على الأقل ضمن المفهوم الغربي لعلم الاجتماع، إلى هارييت مارتينو. ساعد عمل مارتينو -الذي يعكس الانتحار ورد فعل الدين عليه- على نظرة ثاقبة للأخلاق الوطنية، من طريق كتابة كيفية مراقبة الأخلاق والآداب عام 1838، الذي ساعد على تأسيس منهجية اجتماعية للموت.
ساهم إميل دوركهايم في أعماله: (الانتحار 1897، والأشكال الأولية للحياة الدينية 1912)، في الاستكشاف الاجتماعي وفحص الموت وتأثيره الاجتماعي. وتقديم الدراسات الاجتماعية، ودراسات الحالة، والأدلة الإحصائية في هذا المجال من الدراسة.
يوضح دوركهايم في كتابه الأشكال الأولية للحياة الدينية: «عندما يموت شخص ما، تشعر المجموعة التي ينتمي إليها بأنها أصبحت أقل حدة، وللرد على هذه الخسارة فإنها تتجمع. تتجدد المشاعر الجماعية التي تقود الناس بعد ذلك إلى البحث عن بعضهم بعضًا والتجمع معًا»، هنا يُنظر إلى الدليل على الطبيعة الاجتماعية للموت.
إلى حد ما، يُعزى إلى ويبر أيضًا إنشاء علم اجتماع الموت، في عمله على المعتقدات البيوريتانية وتطور الرأسمالية، إذ يوضح أن الموت، على الرغم من نهاية الفرد، يمكن اعتباره مؤثرًا حاسمًا، إذ يُحدث تطورًا للمجتمع من الداخل. من خلال الطقوس، وأنظمة المعتقدات يولد اتفاق جماعي مشترك لما يجب أن يولده المجتمع. في دراسة الحالة البيوريتانية، يعتمد عمل ويبر على الإيمان بالأقدار في الحياة الآخرة، وهو نظام اعتقاد أوجزه ويبر ساعد على تأسيس مجتمع رأسمالي.

### القرن العشرين
العمل التمهيدي، كما رأينا أعلاه، قد خلق مجالًا نموذجيًا للبحث في علم اجتماع الموت لينمو منه. نما المزيد من العمل في الستينيات إلى مجال متعدد التخصصات محدد، وظهرت في التسعينيات مخرجات كبيرة من الأبحاث، وعروض الدورات الأكاديمية حول القضايا المتعلقة بالموت اجتماعيًا.

## طبيعة متعددة التخصصات
يسلط علم اجتماع الموت الضوء على اعتبارات اجتماعية مميزة لاكتشاف جوانب الموت، والحزن التي تحيط بالنهاية العاطفية للحياة البشرية. وهنالك أيضًا جوانب معرفية، وسلوكية، وروحية، يجب مراعاتها في الفحص الاجتماعي للموت. يتميز علم اجتماع الموت بطابع متعدد التخصصات يعتمد على مجالات البحث المرتبطة ارتباطًا وثيقًا بعلم الاجتماع.
تشمل التقسيمات الرئيسية: (الأنثربولوجية، والأثرية، والتاريخية، والنفسية، والسياسية مثلًا).

### ثاناتولوجي (الموت)
أنتج التداخل بين الدراسة العلمية للموت وعلم الاجتماع إلى إنتاج مجالات بحث تركز على المتخصصين في رعاية الموت، وتجارب الاقتراب من الموت للحد من الألم والمعاناة الاجتماعية عند الموت.

## مواضيع البحث

### محرمات الموت
من الموضوعات الشائعة للبحث في علم اجتماع الموت: المحرمات، أو المحرمات الاجتماعية المتصورة، التي تحيط بالموت. وتعد ثقافة وتفاعل «إنكار الموت» داخل المجتمع مجالًا بُحث وانتُقد بشدة.